# Casalecchio di Reno
Casalecchio di Reno là một thị xã ở tỉnh Bologna, vùng Emilia-Romagna, phía bắc Italia.
Tên gọi Casalecchio lấy tên theo Casaliculum (tập hợp các ngôi nhà nhỏ), và "Reno" là từ gốc Đức nghĩa là sông hay suối. Khu vực này có điểm khảo cổ có niên đại từ thời kỳ đồ đá mới. Di chỉ của nền văn minh Etrusca cũng được phát hiện ở đây. Trận Casalecchio diễn ra ở đây vào ngày 26 tháng 6 năm 1402.

## Thành phố kết nghĩa
- Trenčín, Slovakia